# الحرب الفلبينية الأمريكية
الحرب الفلبينية الأمريكية، يُشار إليها أيضًا بالحرب الفلبينية، أو العصيان المسلح الفلبيني أو التمرد التاغالوغي، كانت صراعًا مسلحًا بين جمهورية الفليبين الأولى والولايات المتحدة. دام هذا الصراع منذ 4 فبراير 1899 حتى 2 يوليو 1902. اعتبر القوميون الفلبينيون الصراع استمرارًا للنضال من أجل الاستقلال الذي بدأ في عام 1896 مع الثورة الفليبينية، بينما اعتبرته حكومة الولايات المتحدة تمردًا. نشب النزاع عندما اعترضت جمهورية الفليبين الأولى على شروط معاهدة باريس، التي بموجبها استحوذت الولايات المتحدة على الفليبين من إسبانيا، مُنهيةً بذلك الحرب الأمريكية الإسبانية.
اندلع القتال بين قوات الولايات المتحدة وقوات جمهورية الفليبين في الرابع من فبراير عام 1899، فيما أصبح يُعرف لاحقًا بمعركة مانيلا لعام 1899. في 2 يونيو 1899، أعلنت جمهورية الفليبين الأولى الحرب على الولايات المتحدة. انتهت الحرب رسميًا بتاريخ 2 يوليو 1902 بانتصار الولايات المتحدة، ومع ذلك، استمرت بعض المجموعات الفلبينية بقيادة قدامى المحاربين من الكاتيبونان (وهو مجتمع ثوري فليبيني) بقتال القوات الأمريكية على مدى عدة أعوام. كان من بين هؤلاء القادة الجنرال ماكاريو ساكاي، وهو عضو قديم من الكاتيبونان تولى رئاسة جمهورية تاغالوغ المُعلنة والمُشكلة في عام 1902، بعد القبض على الرئيس إميليو أغينالدو. استمرت مجموعات أخرى من ضمنها المورو، وشعب البيكول والبولاهان بأعمال القتل في المناطق والجزر النائية، حتى هزيمتهم الأخيرة في معركة بود باغساك في 15 يونيو 1913.
أدت الحرب إلى مقتل ما لا يقل عن 200 ألف مدني فليبيني معظمهم بسبب المجاعة والمرض. تشير بعض التقديرات إلى أن العدد الكلي للقتلى المدنيين يقارب المليون قتيل. غيرت الحرب وخاصةً الاحتلال الذي تلاها من قبل الولايات المتحدة من ثقافة الجزر، مؤديةً إلى ظهور البروتستانتية وحل الكنيسة الكاثوليكية وإدخال اللغة الإنجليزية إلى الجزر باعتبارها لغةً أساسيةً للحكومة والتعليم والأعمال والصناعة وفي العقود القادمة بين أُسر الطبقة العليا والأفراد المتعلمين (المثقفين).
في عام 1902، أقرّ مجلس الولايات المتحدة القانون الدستوري الفليبيني، الذي ينص على إنشاء الجمعية الفلبينية والتي ينتخب أعضاءها من الذكور الفليبينيين (لم تحصل النساء على حق التصويت حتى استفتاء عام 1937). حل قانون جونز لعام 1916 (قانون الحكم الذاتي الفيليبيني) محل هذا القانون، والذي تضمن أول تصريح رسمي وشكلي بالتزام حكومة الولايات المتحدة أخيرًا بمنح الفليبين الاستقلال. أسس قانون تادينيغ-مكدوفي (قانون الاستقلال الفيليبيني) لعام 1934 كومنولث الفلبين في السنة التالية، مؤديًا إلى زيادة الحكم الذاتي قبل حدوث الاستقلال، ومؤكدًا سير العملية باتجاه الاستقلال الكامل للفيليبين (كان مُقررًا أن يتم في عام 1944، لكنه توقف وتأخر بسبب الحرب العالمية الثانية). منحتها الولايات المتحدة استقلالها في عام 1946، بعد الحرب العالمية الثانية والاحتلال الياباني للفلبين، من خلال معاهدة مانيلا.

## أصول النزاع

### معركة مانيلا
في 9 يوليو، أبلغ الجنرال أندرسون اللواء هنري كلارك كوربن، القائد العام للجيش الأمريكي، أن أغينالدو «أعلن نفسه ديكتاتورًا ورئيسًا، ويحاول الاستيلاء على مانيلا دون مساعدتنا»، موضحًا أن ذلك لن يكون محتملًا ولكن إذا حدث ذلك، سيجعله هذا يستعدي أي محاولة أمريكية لتشكيل حكومة مؤقتة. وفي 15 يوليو، أصدر أغينالدو ثلاثة قوانين رئيسية لتولي السلطة المدنية في الفلبين. 
في 18 يوليو، كتب الجنرال أندرسون أنه يشتبه في أن أغينالدو يتفاوض سرًا مع السلطات الإسبانية. وفي رسالة بتاريخ 21 يوليو إلى القائد العام، كتب الجنرال أندرسون أن أغينالدو «شرع بتطبيق نظام مدروس للحكومة العسكرية، تحت سلطته المفترضة كديكتاتور، وحظر تقديم أي إمدادات لنا، إلا بأمر منه»، وأن أندرسون قد كتب إلى أغينالدو أنه يجب الاستجابة للطلبات الخاصة بالدولة حول العناصر الضرورية، وأنه يجب أن يساعد في ذلك.

في 24 يوليو، كتب أغينالدو رسالة إلى الجنرال أندرسون يحذره فيها من إنزال القوات الأمريكية في الأماكن التي احتلها الفلبينيون من الإسبان دون أن يتواصل كتابيًا قبل ذلك حول الأماكن التي سوف تحتل والهدف من الاحتلال. كتب مراد هالستيد، المؤرخ الرسمي للبعثة الفلبينية، أن الجنرال ميريت لاحظ بعد وقت قصير من وصوله في 25 يونيو الآتي:
بما أن الجنرال أغينالدو لم يزرني حين وصولي، ولم يعرض خدماته كقائد عسكري مرؤوس، ووفقًا لتعليماتي من الرئيس فكرت بشكل كامل باحتلال القوات البرية الأمريكية للجزر، وذكر أن «صلاحيات الجيش المحتل مطلقة وعليا ويتصرف فورًا وفقًا للوضع السياسي للسكان»، لم أعتبر أنه من الحكمة إجراء أي اتصال مباشر مع زعيم المتمردين حتى أحوز مدينة مانيلا، خاصة أنني لن أفعل ذلك حتى أكون في وضع يسمح لي بإصدار تصريح وفرض سلطتي، في حال تعارض مطالبه مع مخططي.
اشتبه القادة الأمريكيون بأن أغينالدو وقواته كانوا يبلغون الإسبان بالتحركات الأمريكية. وكتب الرائد بالجيش الأمريكي جون آر إم تيلور لاحقًا، بعد ترجمة وتحليل وثائق المتمردين:
ضباط جيش الولايات المتحدة الذين اعتقدوا أن المتمردين كانوا يخبرون الإسبان بالتحركات الأمريكية كانوا على حق. طبع ساسترون رسالة من بيو ديل بيلار، بتاريخ 30 يوليو، إلى الضابط الإسباني القائد في سانتا آنا، وقال بيلار إن أغينالدو أخبره أن الأمريكيين سيهاجمون الخطوط الإسبانية في 2 أغسطس، ونصح الإسبان بعدم السماح بذلك، وأن يتمسكوا بمواقعهم. أضاف بيلار، إذا اعتمد الإسبان على المدينة المسورة وسلموا سانتا آنا له، فسوف يحتفظ بها مع رجاله. كانت معلومات أغينالدو صحيحة، وفي 2 أغسطس قُتل أو جُرح ثمانية جنود أمريكيين بنيران إسبانية.
كان الاتفاق السري الذي أبرمه العميد البحري ديوي والعميد ويسلي ميريت مع الحاكم العام الإسباني الذي وصل حديثًا، فيرمين خاودينيس ومع سلفه باسيليو أوغستين، أن تستسلم القوات الإسبانية للأمريكيين فقط، وليس للثوار الفلبينيين. ولحفظ ماء الوجه، سيحدث الاستسلام الإسباني بعد معركة صورية في مانيلا يخسرها الإسبان؛ ولن يُسمح للفلبينيين بدخول المدينة. وعشية المعركة، أرسل العميد توماس إم أندرسون برقية إلى أغينالدو، «لا تدع قواتك تدخل مانيلا دون إذن من القائد الأمريكي. في هذا الجانب من نهر باسيغ، ستكون تحت مرمى النار». وفي 13 أغسطس، استولت القوات الأمريكية على مدينة مانيلا من الإسبان.
قبل الهجوم على مانيلا، كانت القوات الأمريكية والفلبينية حليفتين ضد إسبانيا في كل شيء ما عدا الاسم. بعد الاستيلاء على مانيلا، دخل الإسبان والأمريكيون في شراكة استبعدت المتمردين الفلبينيين. وكان القتال بين القوات الأمريكية والفلبينية قد اندلع تقريبًا حيث تحرك الأمريكيون لإخراجهم من المواقع الاستراتيجية حول مانيلا عشية الهجوم. وكان الأمريكيون قد أخبروا أغينالدو بصراحة أن جيشه لا يمكن أن يشارك وسوف يتعرض لإطلاق النار إذا دخل إلى المدينة. كان المتمردون غاضبين من منعهم من الدخول المظفّر إلى عاصمتهم، لكن أغينالدو انتظر وقته. واستمرت العلاقات في التدهور، ومع ذلك، أصبح من الواضح للفلبينيين أن الأمريكيين كانوا في الجزر بهدف البقاء.

### نهاية الحرب الإسبانية الأمريكية
في 12 أغسطس عام 1898، ذكرت صحيفة نيويورك تايمز أنه جرى التوقيع على بروتوكول سلام في واشنطن بعد ظهر ذلك اليوم بين الولايات المتحدة وإسبانيا، لتعليق الأعمال العدائية بين البلدين. لم يُعلن عن النص الكامل للبروتوكول حتى 5 نوفمبر، لكن المادة الثالثة نصت على ما يلي: «ستحتل الولايات المتحدة مدينة وخليج وميناء مانيلا وتحتفظ بهم، في انتظار إبرام معاهدة سلام التي تحدد السيطرة والتنظيم وحكومة الفلبين». وبعد إبرام هذه الاتفاقية، أعلن الرئيس الأمريكي ماكينلي تعليق الأعمال العدائية مع إسبانيا.
في اشتباك في مدينة كافيت بين جنود الولايات المتحدة والمتمردين في 25 أغسطس عام 1898، قُتل جورج هدسون من فوج يوتا، وأصيب العريف ويليام أندرسون بجروح قاتلة، وأصيب أربعة من فرقة الفرسان الرابعة بجروح طفيفة. وقد دفع هذا الجنرال أندرسون إلى إرسال رسالة إلى أغينالدو يقول فيها: «من أجل تفادي المحنة الخطيرة للغاية في مواجهة بين قواتنا، أطالب بانسحابك الفوري مع حراسك من كافيت. لقد قُتل أحد رجالي وأصيب ثلاثة بجروح على يد قومك. هذا أمر حازم وليس عرضة للتأويل أو التأخير». أفادت اتصالات المتمردين الداخلية أن الأمريكيين كانوا مخمورين في ذلك الوقت. كتب هالستيد أن أغينالدو أعرب عن أسفه ووعد بمعاقبة المخالفين. في اتصالات المتمردين الداخلية، اقترح أبوليناريو مابيني في البداية التحقيق ومعاقبة أي من المخالفين الذين يجري التعرف عليهم. ثم عدّل أغينالدو هذا، وأمر، «قل إنه لم يقتل على يد جنودك، بل على أيديهم أنفسهم (الأمريكيون) لأنهم كانوا في حالة سكر وفقًا لبرقيتك». أفاد ضابط متمرد في كافيت في ذلك الوقت في سجله للخدمات أنه: «شارك في التحرك ضد الأمريكيين بعد ظهر يوم 24 أغسطس، بأمر من قائد القوات ومساعده».
أجريت الانتخابات من قبل الحكومة الثورية بين يونيو و10 سبتمبر، ما أدى إلى تشكيل مجلس تشريعي يعرف باسم كونغرس مالولوس. وفي جلسة بين 15 سبتمبر و13 نوفمبر 1898، جرى اعتماد دستور مالولوس. صدر في 21 يناير عام 1899 قرار إنشاء جمهورية الفلبين الأولى برئاسة إميليو أغينالدو.
نصت المادة الخامسة من بروتوكول السلام الموقع في 12 أغسطس على إجراء مفاوضات لإبرام معاهدة سلام تبدأ في باريس في موعد أقصاه 1 أكتوبر عام 1898. وأرسل الرئيس ماكينلي لجنة من خمسة رجال، صدرت تعليمات في البداية للمطالبة بما لا يزيد عن لوزون وغوام وبورتوريكو؛ التي كانت ستخلق إمبراطورية أمريكية محدودة من عدة مستعمرات لدعم أسطول عالمي وتوفير روابط اتصال. وفي باريس، كانت اللجنة محاصرة بالنصائح، خاصة من الجنرالات الأمريكيين والدبلوماسيين الأوروبيين، للمطالبة بالأرخبيل الفلبيني بأكمله. كانت التوصية بالإجماع هي أنه «سيكون بالتأكيد أرخص وأكثر إنسانية أن تأخذ الفلبين بأكملها بدلًا من الاحتفاظ بجزء منها فقط». في 28 أكتوبر عام 1898، أخبر ماكينلي اللجنة بأن «الاحتفاظ بلوزون وحدها، وترك باقي الجزر خاضعة للحكم الإسباني، أو جعلها موضع نزاع مستقبلي، لا يمكن تبريره على أسس سياسية أو تجارية أو إنسانية. يجب أن يكون الاحتفاظ شاملًا للأرخبيل بأكمله أو لا شيء. وهذا الأخير غير مقبول تمامًا، وبالتالي يجب أن يكون الأول هو الحل». كان المفاوضون الإسبان غاضبين من «المطالب الزائدة للمحتل»، لكن كبريائهم الجريح تداوى بعرض عشرين مليون دولار بحجة «تحسينات إسبانية» للجزر، لذا أذعن الإسبان، وفي 10 ديسمبر عام 1898، وقعت الولايات المتحدة وإسبانيا معاهدة باريس، التي أنهت الحرب الإسبانية الأمريكية رسميًا. وفي المادة الثالثة، تنازلت إسبانيا عن أرخبيل الفلبين للولايات المتحدة، على النحو التالي: «تتنازل إسبانيا للولايات المتحدة عن الأرخبيل المعروف باسم جزر الفلبين، وتضم الجزر الواقعة ضمن السطر التالي: (جرى استبعاد الوصف الجغرافي). وستدفع الولايات المتحدة لإسبانيا مبلغ عشرين مليون دولار (20.000.000 دولار) في غضون ثلاثة أشهر بعد تبادل التصديقات على المعاهدة الحالية».
في الولايات المتحدة، كانت هناك حركة من أجل استقلال الفلبين؛ قال البعض إن الولايات المتحدة ليس لها الحق في أرض يريد الكثير من أهلها حكمًا ذاتيًا. وفي عام 1898، عرض أندرو كارنيغي، أحد أقطاب الصناعة والصلب، دفع 20 مليون دولار للحكومة الأمريكية لمنح الفلبين استقلالها.

## بداية الحرب
في 4 فبراير 1899, اندلعت الحرب وصولاً إلى معركة مانيلا الثانية، واعلنت الحكومة الفلبينية الأولى الحرب بصورة رسمية على الولايات المتحدة في 2 يونيو 1899 حتى انتهت الحرب رسمياً في 4 يوليو 1902, على الرغم من أن بعض الجماعات استمرت بالقتال حتى معركة باد باكساك في 15 يونيو
من اولى مراحلها الهجوم الذي خاضته الولايات المتحدة باسم معركة بود داجو الأولي

### الثورة الفيليبينية
كان أندريه بونيفاسيو موظفًا وكاتبًا من مانيلا. أسس في تاريخ 7 يوليو، 1892، الكاتيبونان – وهي منظمة ثورية تأسست للحصول على الاستقلال عن الحكم الاستعماري الإسباني عن طريق الثورة المسلحة. حقق المقاتلون في مقاطعة كوفيت انتصارات مبكرةً. كان إيميليو أغويندالو، عمدة كافيت إل فيغو (حاليًا كاويت)، أحد أكثر القادة تأثيرًا وشهرةً، والذي تمكن من السيطرة على جزء كبير من القسم الشرقي لإقليم كافيت. في نهاية المطاف، تمكن أغوينالدو وفصيله من قيادة حركة كاتيبونان. بعد انتخاب أغوينالدو رئيسًا للحركة الثورية للفيليبين في مؤتمر تيجيروس بتاريخ 22 مارس، 1897، أعدم مؤيدوه بونيفاسيو بتهمة الخيانة بعد محاكمة صورية بتاريخ 10 مايو، 1897. يُعتبر أغوينالدو رسميًا أول رئيس للفيليبين.

### نفي أغوينالدو وعودته
بحلول أواخر عام 1897، بعد سلسلة من الهزائم التي لحقت بالقوات الثورية، استعاد الإسبان السيطرة على معظم الفيليبين. دخل أغوينالدو والحاكم الإسباني الجنرال فرناندو بريمو دي ريفيرا في مفاوضات على الهدنة. بتاريخ 14 ديسمبر، 1897، توصلوا إلى اتفاق تدفع بموجبه الحكومة الإسبانية لأغوينالدو 800 ألف دولار في مانيلا –على ثلاث دفعات إذا وافق على أن يُنفى خارج الفيليبين.
بعد استلامه أول دفعة، غادر أغوينالدو و25 من أقرب معاونيه مقر قيادتهم في بياك-نا-باتو وتوجهوا نحو هونغ كونغ، وفقًا لشروط الاتفاقية. قبل مغادرته، أدان أغوينالدو الثورة الفلبينية وحث المقاتلين المتمردين على نزع السلاح، وصرّح أن أولئك الذين واصلوا القتال وشن الحروب هم قطاع طرق. رغم انسحاب أغوينالدو، استمر بعض الثوريين بتمردهم المسلح ضد الحكومة الاستعمارية الإسبانية. وفقًا لأغوينالدو، لم يدفع الإسبانيون الدفعات الثانية والثالثة من المبلغ المتفق عليه.
بعد أربعة أشهر من النفي، قرر أغوينالدو استئناف دوره في الثورة الفيليبينية. غادر سنغافورة على متن باخرة ملقا في 22 أبريل، 1898. وصل إلى هونغ كونغ في 1 مايو، في اليوم الذي دمرت فيه القوات البحرية التابعة للعقيد البحري الأمريكي جورج ديوي سرب المحيط الهادئ الإسباني التابع للأدميرال باتريشيو مونتوغو في معركة خليج مانيلا. غادر اغوينالدو هونغ كونغ على متن سفينة يو إس آر سي مكولوش في 17 مايو، ووصل إلى كافيت في 19 مايو. بعد أقل من ثلاثة أشهر من عودة أغوينالدو، غزا الجيش الثوري الفيليبيني كل الفيليبين تقريبًا. سيطر الفيليبينيون على الفيليبين، باستثناء مانيلا التي كانت محاصرةً من قوى ثورية بلغ مجموعها 12 ألف جندي. سلّم أغوينالدو أكثر من 15 ألف سجين إسباني إلى الأمريكيين، وقدّم لهم معلومات استخباراتية قيمة. أعلن أغوينالدو الاستقلال من منزله في كافيت إل فيغو بتاريخ 12 يونيو، 1898. لم تعترف الولايات المتحدة أو إسبانيا بإعلان استقلال الفيليبين، وتنازلت الحكومة الإسبانية عن الفيليبين لصالح الولايات المتحدة في معاهدة باريس لعام 1898، التي وُقّعت في 10 ديسمبر، 1898، مع الأخذ بعين الاعتبار تعويض النفقات والممتلكات الإسبانية المفقودة. في 1 يناير، 1899، أُعلن أن أغوينالدو رئيس الفيليبين- الرئيس الوحيد لما سُمي لاحقًا أول جمهورية فيليبينية. نظم لاحقًا مؤتمرًا في مالولوس، وبولكان لصياغة الدستور.

## الأمريكان المعارضون للحرب
بعض النبلاء المريكيون وأعضاء عصبة معارضي الامبريالية الأمريكية عارضوا ضم الفليبين واسبدال القوة الأسبانية بالقوة الأمريكية كقوة استعمارية
الأمريكي مارك توين عارض وكتب عن المذابح التي حدثت ضد المسلمون في جزيرة سولو حيث تخبئ المدنيين في فوهة بركان وتم القضاء عليهم هناك من أطفال ونساء وكبار بالسن .

## عواقب الحرب
- تراجع تأثر الكنيسة الكاثوليكية[53]
- استخدام اللغة الإنجليزية إضافة إلى اللغة الفلبينية واستخدام الإنجليزية في الأنظمة[54]
- الاستعانة ب500 أستاذ من الولايات المتحدة والذين كانت لهم اسهامات كثيرة في الفليببن[55]